# Перово (Псковська область)
Пєрово (рос. Перово) — присілок в Палкінському районі Псковської області Російської Федерації.
Населення становить 18 осіб. Входить до складу муніципального утворення Новоуситовська волость.

## Історія
Від 2015 року входить до складу муніципального утворення Новоуситовська волость.

## Населення
| 2001 | 2002 | 2010 | 2013 | 2014 | 2016 |
| ---- | ---- | ---- | ---- | ---- | ---- |
| 10   | ↗13  | →13  | ↗16  | →16  | ↗18  |